# 안나카시
안나카시(일본어: 安中市)는 일본 군마현 남서부에 있는 시이다. 에도 시대에 나카센도의 역참 마을로 번창했고 안나카번의 조카마치(성시)였다.

## 지리
우스이강과 그 지류 유역 대부분을 관할한다. 중심 시가지 부근은 간토평야 말단의 저지이지만 서쪽은 산간지로 댐이나 인공 호수도 많다. 특히 서쪽 끝에 있는 나가노현과의 경계인 우스이 고개는 예로부터 교통이 험한 곳으로 알려져 있다.

### 인접하는 지자체
- 군마현
  - 다카사키시
  - 도미오카시
  - 간라군 시모니타정

- 나가노현
  - 기타사쿠군 가루이자와정

## 역사
- 1889년 4월 1일 - 정촌제 시행으로 우스이군 안나카정을 포함한 3정 5촌이 성립하였다.
- 1936년 7월 1일 - 이소베촌이 정으로 승격해 우스이군 이소베정이 성립하였다.
- 1955년 3월 1일 - 우스이군 안나카정, 하라이치정, 이소베정, 이타하나정, 히가시요코노촌, 이와노야촌, 아키마촌, 고칸촌이 합병해 우스이군 안나카정이 성립하였다.
- 1958년 11월 1일 - 시로 승격하였다.
- 2006년 3월 18일 - 우스이군 마쓰이다정과 신설 합병해 새로운 안나카시가 성립하였다.

## 교통

### 철도
- 동일본 여객철도
  - 호쿠리쿠 신칸센
  - 신에쓰 본선

### 도로
- 조신에쓰 자동차도
- 국도 제18호선

## 인구
| 연도 | 인구   | ±%     |
| ---- | ------ | ------ |
| 1920 | 51,015 | —      |
| 1930 | 53,052 | +4.0%  |
| 1940 | 52,898 | −0.3%  |
| 1950 | 68,710 | +29.9% |
| 1960 | 61,870 | −10.0% |
| 1970 | 59,970 | −3.1%  |
| 1980 | 62,274 | +3.8%  |
| 1990 | 64,326 | +3.3%  |
| 2000 | 64,893 | +0.9%  |
| 2010 | 61,053 | −5.9%  |